# La Huella y la Senda

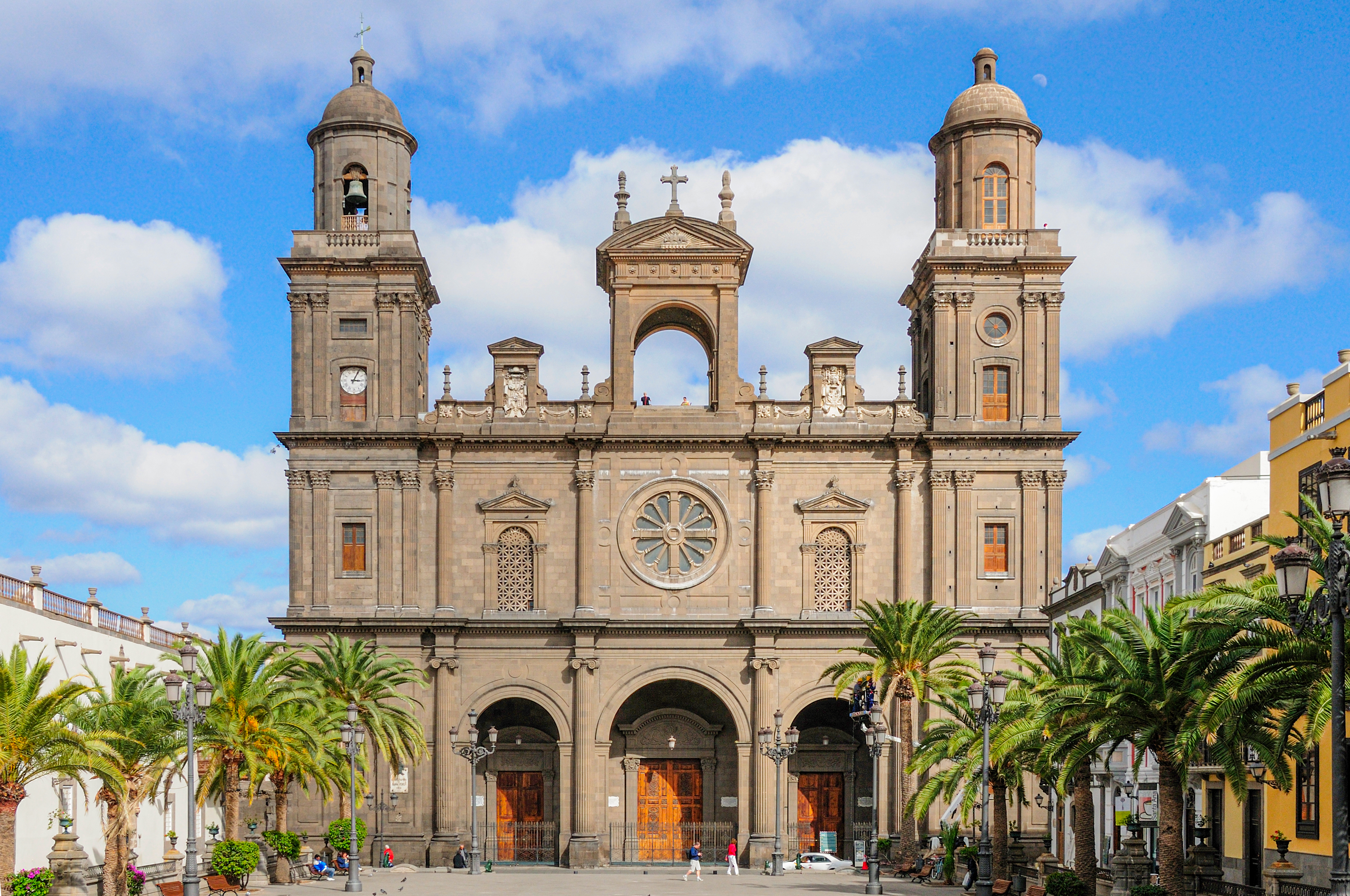
Catedral de Canarias, donde tuvo lugar la sede principal de la exposición, en Las Palmas de Gran Canaria, Gran Canaria, España.

La Huella y la Senda fue una exposición organizada por el obispado de Canarias entre 2004 y 2005 para conmemorar el sexto centenario de la fundación de la diócesis y el quinto centenario del inicio de las obras de la catedral. Tuvo varias sedes, siendo la principal de ellas la localizada en la catedral de Canarias, Las Palmas de Gran Canaria, Gran Canaria, España. Fue visitada por más de 20.000 personas.

## Exposición
La exposición organizada con motivo del sexto centenario de la diócesis de Canarias y el quinto del inicio de las obras de la catedral de Canarias acogió más de 400 obras de artes de ámbito insular, nacional e internacional.
Para facilitar el seguimiento, la muestra planteó un recorrido a través del tiempo con los capítulos más sobresalientes de la historia de la Iglesia en el archipiélago canario, estructurándose en diez episodios claramente diferenciados:
- Las raíces
- La aventura cristiana
- La madurez de la cosecha
- El esplendor de la Fe
- Mensajeros del Nuevo Mundo
- La Fe y la Razón
- La nueva familia
- Tiempos difíciles
- El campo soñado
- La Plenitud del Misterio

Estos capítulos actuaron como guía pedagógica, donde la imagen se combinó con el lenguaje audiovisual. La exposición contó con esculturas, piezas de orfebrería, vestimentas, pinturas, escrituras, arquitectura, documentos y ornamentos sagrados. De piezas escultóricas contó con obras de artistas como Gregorio Fernández, Juan de Juni, Alonso Berruguete, Francisco Salzillo, Juan Martínez Montañés y José Luján Pérez. O las pinturas de Francisco de Zurbarán, Bartolomé Esteban Murillo, José de Ribera, Luis de Morales, Juan de Valdés Leal, Jesús Arencibia, Juan de Miranda, Ambrosius Benson, Nicolás de Medina y Alonso Cano.

## Sedes de la exposición
La exposición se desarrolló entre 2004 y 2005 y contó con varias sedes:
- La catedral de Canarias en Las Palmas de Gran Canaria, Gran Canaria, fue el lugar donde se inauguró y en donde más tiempo estuvo la exposición ya que estuvo desde el 30 de enero hasta el 30 de mayo de 2004. La presidencia de honor la ostentaron los entonces Reyes de España, Juan Carlos I y Sofía de Grecia. La muestra fue inaugurada por el nuncio apostólico en España, Manuel Monteiro de Castro.
- Salas de exposiciones El Molino en Yaiza, Lanzarote, la exposición estuvo abierta desde el 13 de junio hasta el 25 de julio de 2004.
- Iglesia de Nuestra Señora de la Concepción en Betancuria, Fuerteventura estuvo abierta al público del 15 de agosto al 19 de septiembre de 2004.
- Instituto de Canarias – Cabrera Pinto en San Cristóbal de La Laguna, Tenerife, estuvo abierta al público desde el 1 de octubre al 19 de diciembre de 2004.
- Convento de San Francisco en Santa Cruz de La Palma, La Palma, del 8 de enero al 6 de febrero de 2005.